# Water cure
Water cure is een martelmethode die enigszins lijkt op waterboarding. Waar bij waterboarding de sensatie van verdrinking wordt opgewekt, is bij water cure de bedoeling dat het slachtoffer zoveel vloeistof drinkt, dat deze geheel opzwelt. Om te zorgen dat het slachtoffer moet drinken, wordt deze op zijn rug gelegd en worden de handen en voeten vastgebonden, of gaat er iemand op staan. De mond wordt met een stok opengehouden, of de vloeistof wordt met een trechter toegediend. Eventueel wordt de neus afgeklemd, zodat het slachtoffer moet drinken om niet te stikken. 
Deze methode werd door de VOC in 1600 reeds toegepast, maar kwam vlak voor 1900 in het nieuws, toen de Amerikanen in de Spaanse oorlog op de Filipijnen melding van deze martelmethode maakten in hun brieven terug naar huis.